# Immeuble de la Kansallis-Osake-Pankki
L' immeuble de la KansallisPankki (finnois : Kansallispankintalo)  est un bâtiment situé dans le quartier Tammerkoski du centre de Tampere en Finlande.

## Présentation
L'immeuble de la Kansallis-Osake-Pankki est conçu par l'architecte Birger Federley dans un style Art Nouveau et du Nationalisme romantique
L'édifice a été construit en trois phases : la première partie a été achevée le long de Kauppakatu en 1904, la deuxième partie du côté de Hämeenkatu et Kuninkaankatu vers 1905-1906 et la troisième partie à l'angle de Kauppakatu et Kuninkaankatu en 1916.
La Banque a été le premier bâtiment à Tampere à avoir un ascenseur,,.
Le bâtiment est construit par la Tampereen Osake-Pankki, une banque commerciale provinciale fondée à la fin des années 1890. Elle fusionne en 1929 avec la Maakuntain Pankki, qui à son tour fusionne en 1932 avec la Kansallis-Osake-Pankki.
Plus tard, le bâtiment a hébergé la Merita Pankki (1995–2001) et il héberge de nos jours une succursale Nordea,,.